# 대한소프트볼협회
대한소프트볼협회는 소프트볼 경기를 널리 보급하여 국민의 체력향상과 정신력을 배양함과 동시에 우수한경기자를 양성하여 국위선영 및 국민체육 발전에 기여할 목적으로 2005년 9월 5일 설립된 대한민국 문화체육관광부 소관의 사단법인이다. 사무실은 서울특별시 송파구 오륜동 88-2에 존재했으며, 2016년에 대한야구협회와 통합되면서 해체되었다.

## 연혁
- 2005년 : 설립
- 2016년 : 해체

## 주요 사업
- 소프트볼 경기에 관한 기본방침의 결정
- 소프트볼 경기에 관한 자문 및 건의
- 소프트볼 경기대회 개최 및 주관
- 소프트볼 지도자 및 선수의 육성